# Типвары
Типва́ры (чув. Типвар) — деревня в Красноармейском районе Чувашской Республики.

## География
Находится в северной части Чувашии, на расстоянии приблизительно 10 км на север-северо-запад по прямой от районного центра села Красноармейское.

## История
Известна с 1858 года, когда здесь было учтено 114 жителей. В 1906 году было учтено 25 дворов, 132 жителя, в 1926 — 31 двор, 151 житель, в 1939—139 жителей, в 1979 — 58. В 2002 году было 14 дворов, в 2010 — 12 домохозяйств. В период коллективизации был образован колхоз «Чувашия», в 2010 году действовало ООО "Агрофирма «Таябинка». До 2021 года входила в состав Чадукасинского сельского поселения до его упразднения.

## Население
Постоянное население составляло 23 человека (чуваши 100 %) в 2002 году, 20 в 2010.